# لیگ عدالت/انتقام‌جویان
لیگ عدالت/انتقام‌جویان (به انگلیسی: JLA/Avengers) نام یک مجموعه محدود کمیک‌های آمریکایی است که در فواصل بین سپتامبر ۲۰۰۳ تا مارس ۲۰۰۴ توسط دی‌سی کامیکس و مارول کامیکس منتشر شد.

## داستان
کرونا پس از نابودی چندین جهان به جهان مارول می‌رسد و میخواهد آن را نابود کنداما گرندمستر که می‌فهمد با کرونا معامله‌ای می‌کند، آنها ۲ گروه از دنیاهای خود انتخاب می‌کنند (لیگ عدالت و انتقامجویان) و ۲ گروه و باهم برای به دست آوردن نشانه‌های باستانی می‌جنگند، اگر لیگ عدالت پیروز شود، کرونا دست از نابودی دنیای مارول برمی‌دارد اگر انتقامجویان پیروز شود، کرونا مارول را نابود می‌کند، (قهرمانان در ۲ دنیا باهم می‌جنگند اول در دنیای دی‌سی و دوم در دنیای مارول)(لازم به ذکراست که قهرمانان کاملاً جِدی باهم می‌جنگیدند و از اصل ماجرا خبر نداشتند) در دنیای دی سی، لیگ عدالت موفق می‌شود انتقام‌جویان را شکست دهد زمانی که وارد دنیای مارول شدند لیگ عدالت یک نشان بیشتر از انتقام‌جویان داشت و برای به دست آوردن آخرین نشان می‌جنگند در نهایت وقتی که بتمن و کاپیتان آمریکا به موضوع اصلی پی می‌برند سریعاً آمده و با دخالت لیگ عدالت موفق به گرفتن آخرین نشان می‌شود اما وقتی که کرونا از واقعیت پی می‌برد اینکه گرندمستر به مترون حقیقت را گفته به او حمله کرده و شکستش می‌دهد، کرونا همچنین گالاکتوس را شکست داد و حقیقت را از او فهمید، و تمام نشانه‌ها را گرفته قصد نابود کردن دنیاها را داشت، در نهایت لیگ عدالت و انتقامجویان باهم متحد می‌شوند تا جلوی او را بگیرند. پس از بررسی کارها و تجدید قوا به جنگ با کرونا می‌روند، در همین حال هم دو موجود کیهانی به نام کیزمیت و اترنیتی که یکی از دی‌سی و دیگری از مارول هستند عاشق همدیگر شده و به هم نزدیک می‌شوند، و دنیاهای دی‌سی و مارول هم در حال نابودی هستند، تمام قهرمانان لیگ عدالت و انتقام‌جویان از اصلی تا فرعی همگی به جنگ با کرونا در قلمروئش می‌روند و درنهایت پس از جنگ بسیار سختی که با کرونا و ارتشش کردند شکست خوردند، درهمین حال که سوپرمن هنوز ایستاده بود با بلند کردن پتک ثور دیوار را شکاند، هاکای نیز تیر را به سوی دستگاه کرونا پرتاب کرد و فلش نیز راه را باز کرد و قهرمانان پیروز شدند، پس از پیروزی اسپکتر سریعاً آمده و از برخورد دو دنیا جلوگیری می‌کند دو موجود کیزمیت و اترنیتی هم ازهم جداشده وبه دنیای خود بازمی‌گردند، حال که دو دنیا ازهم جدا شدند قهرمانان نیز به دنیاهای خود بازگشتند، و مترون گرندمستر نیز نشانه‌ها را برگرداند.